# جامعة أدلفي
جامعة أدلفي (بالإنجليزية: Adelphi University)، هي جامعة خاصة في جاردن سيتي، نيويورك. تمتلك أدلفي أيضًا مراكز في مانهاتن ووادي هدسون ومقاطعة سوفولك. يوجد أيضًا حرم جامعي افتراضي عبر الإنترنت للطلاب عن بُعد. إنها أقدم مؤسسة للتعليم العالي في ضواحي لونغ آيلاند. يبلغ عدد الطلاب المسجلين فيها 7,859 طالبًا جامعيًا وطلاب دراسات عليا.

## تاريخ

### كلية ادلفي
بدأت جامعة أدلفي بأكاديمية أدلفي، التي تأسست في بروكلين، نيويورك، في عام 1863. كانت الأكاديمية مدرسة إعدادية خاصة تقع في 412 شارع أدلفي، في حي فورت جرين في بروكلين، لكنها انتقلت لاحقًا إلى كلينتون هيل. تم اعتمادها رسميًا في عام 1869 من قبل مجلس أمناء مدينة بروكلين لإنشاء «مؤسسة من الدرجة الأولى للتدريب الأوسع والأكثر شمولاً، ولجعل مزاياها في متناول أكبر عدد ممكن من سكاننا».  أحد المعلمين في أكاديمية أدلفي كان هارلان فيسك ستون، الذي شغل فيما بعد منصب كبير القضاة في الولايات المتحدة.
في عام 1893، تم تعيين الدكتور تشارلز هربرت ليفرمور رئيسًا لأكاديمية أدلفي. سعيًا لإنشاء كلية فنون ليبرالية لمدينة بروكلين، تلقى ليفرمور ميثاقًا من مجلس حكام ولاية نيويورك، لتأسيس كلية أدلفي رسميًا في 24 يونيو 1896. حصلت الكلية على ميثاقها من خلال جهود تيموثي وودروف، نائب حاكم نيويورك السابق والرئيس الأول لمجلس الأمناء في المستقبل. كانت أدلفي واحدة من أوائل المؤسسات التعليمية المختلطة التي حصلت على ميثاق من ولاية نيويورك. كان عدد الكلية في وقت تأسيسها 57 طالبًا و 16 مدرسًا فقط. استمرت أكاديمية أدلفي في الوجود ككيان منفصل ولكن مع ذلك مرتبط بالكلية. كانت الكلية الجديدة تقع في مبنى خلف أكاديمية أدلفي، على ناصية سانت جيمس بليس وكليفتون بليس، في بروكلين. يستخدم الآن معهد برات المبنى الذي كان يضم أدلفي في الأصل لمدرسة الهندسة المعمارية الخاصة بهم.
في عام 1912، أصبحت أدلفي كلية نسائية. في عام 1922، جمعت المدرسة أكثر من مليون دولار لتوسيع المرافق المكتظة في بروكلين. في عام 1925، قطعت كلية أدلفي علاقاتها بأكاديمية أدلفي، وأغلقت الأخيرة في عام 1930. في عام 1929، انتقلت الكلية من موقعها التأسيسي في بروكلين إلى الموقع الحالي لحرمها الرئيسي في جاردن سيتي، نيويورك. تستمر «الأكاديمية» الأصلية في العمل كمدرسة P-12 في بروكلين. تم تصميم المباني الثلاثة الأصلية لحرم جاردن سيتي الجامعي، وقاعة ليفرمور، وقاعة بلودجيت وقاعة وودروف، من قبل مكيم وميد ووايت.
في عام 1938، تم تأسيس برنامج الرقص من قبل الراقصة المشهورة عالميًا روث سانت دينيس. في عام 1943، تم إنشاء مدرسة التمريض استجابة للحاجة إلى الممرضات بسبب المشاركة الأمريكية في الحرب العالمية الثانية. ترأست السيدة الأولى إليانور روزفلت افتتاح قاعتي إقامة ممولتين اتحاديًا في الحرم الجامعي، في خطاب بعنوان «تحدي التمريض للشابات اليوم».
في عام 1946، بعد انتهاء الحرب العالمية الثانية، عادت أدلفي إلى كلية مختلطة وبدأت في قبول الطلاب الجدد في قانون جي آي فيدرالي. تم إنشاء فرق رياضية جديدة بعد إعادة قبول الرجال في المدرسة. في عام 1952، تم إنشاء أول برنامج لعلم النفس الإكلينيكي في المدرسة؛ كانت رائدة في معهد الدراسات النفسية المتقدمة، الآن مدرسة جوردون ف. ديرنر لعلم النفس.

### جامعة ادلفي
في عام 1963، منح مجلس حكام ولاية نيويورك مكانة جامعية جامعية، وتم تغيير الاسم إلى جامعة أدلفي. في عام 1964، تم تأسيس كلية إدارة الأعمال. في عام 1966، تم تأسيس معهد الدراسات النفسية المتقدمة. في عام 1973، أنشأت الجامعة تجربة تعلم البكالوريا للبالغين (ABLE) لتعليم الكبار. تُعرف الآن باسم كلية الدراسات المهنية والمستمرة، وكانت من أوائل البرامج التي تم إنشاؤها للطلاب غير التقليديين. في عام 1984، تأسس معهد التدريس والدراسات التربوية. أصبحت مدرسة التربية في عام 1990. في عام 1993، تم إنشاء جمعية المرشدين، مما يمنح الطلاب مستشاري هيئة التدريس الذين يمكنهم استشارتهم على أساس الحاجة لمساعدتهم في دراساتهم. في عام 1995، تم تأسيس الكلية الفخرية.
في يناير 1963، اشترت كلية أدلفي سوفولك (التي بدأت في عام 1955 لتقديم دورات تدريبية في مقاطعة سوفولك، نيويورك) عقار دبليو كيه فاندربيلت السابق في أوكديل، نيويورك. في عام 1968 انتقلت إلى كلية داولينج على اسم المستفيد الرئيسي منها، روبرت داولينج.
واجهت أدلفي فضيحة خطيرة في عام 1996، حيث احتفلت المدرسة بالذكرى المئوية لتأسيسها. اتُهم رئيس الجامعة بيتر دياماندوبولوس ومجلس الأمناء بالإهمال وسوء السلوك والفشل في تنفيذ الأغراض التعليمية لأدلفي. تم استدعاء مجلس حكام ولاية نيويورك للتحقيق؛ تم طرد دياماندوبولوس، إلى جانب جميع أعضاء مجلس الأمناء باستثناء واحد. كانت الجامعة في ضائقة مالية شديدة حتى تم تنصيب الدكتور روبرت سكوت في منصب الرئيس في عام 2000. أنقذ سكوت المدرسة من خلال خفض الرسوم الدراسية، وزيادة المنح الدراسية المقدمة للطلاب، وإطلاق حملة إعلانية لزيادة التسجيل. منذ ذلك الوقت، تجاوزت المدرسة العديد من مكاسبها السابقة، ويقال إنها تشهد نهضة جديدة. تم تصنيف جامعة أدلفي على أنها «أفضل كلية شراء» من قبل دليل فايسك للكليات على مدار السنوات العشر الماضية نظرًا لما تقدمه من تعليم عالي الجودة وبأسعار معقولة نسبيًا. تشارك جامعة أدلفي أيضًا في شبكة المساءلة الجامعية (U-CAN) التابعة للرابطة الوطنية للكليات والجامعات المستقلة (NAICU).

### رؤساء الكليات والجامعات

#### كلية ادلفي
- تشارلز إتش ليفرمور، 1896-1912.
- إس باركيس كادمان 1912–1915 (مؤقت).
- فرانك دي بلودجيت، 1915-1937.
- بول داوسون إيدي، 1937-1963.

#### جامعة ادلفي
- آرثر براون، 1965-1967.
- روبرت أولمستيد، 1967-1969.
- تشارلز فيفير 1969-1971.
- راندال ماكنتاير 1971-1972.
- تيموثي كوستيلو، 1972-1985.
- بيتر دياماندوبولوس، 1985-1997.
- إيغور ويب، 1997.
- جيمس أ. نورتون، 1997-1998.
- ماثيو غولدشتاين، 1998-1999.
- ستيفن إل إيزنبرغ، 1999-2000.
- روبرت أ. سكوت، 2000-2015.
- كريستين ريوردان، 2015 حتى الآن.

## برنامج دعم سرطان الثدي

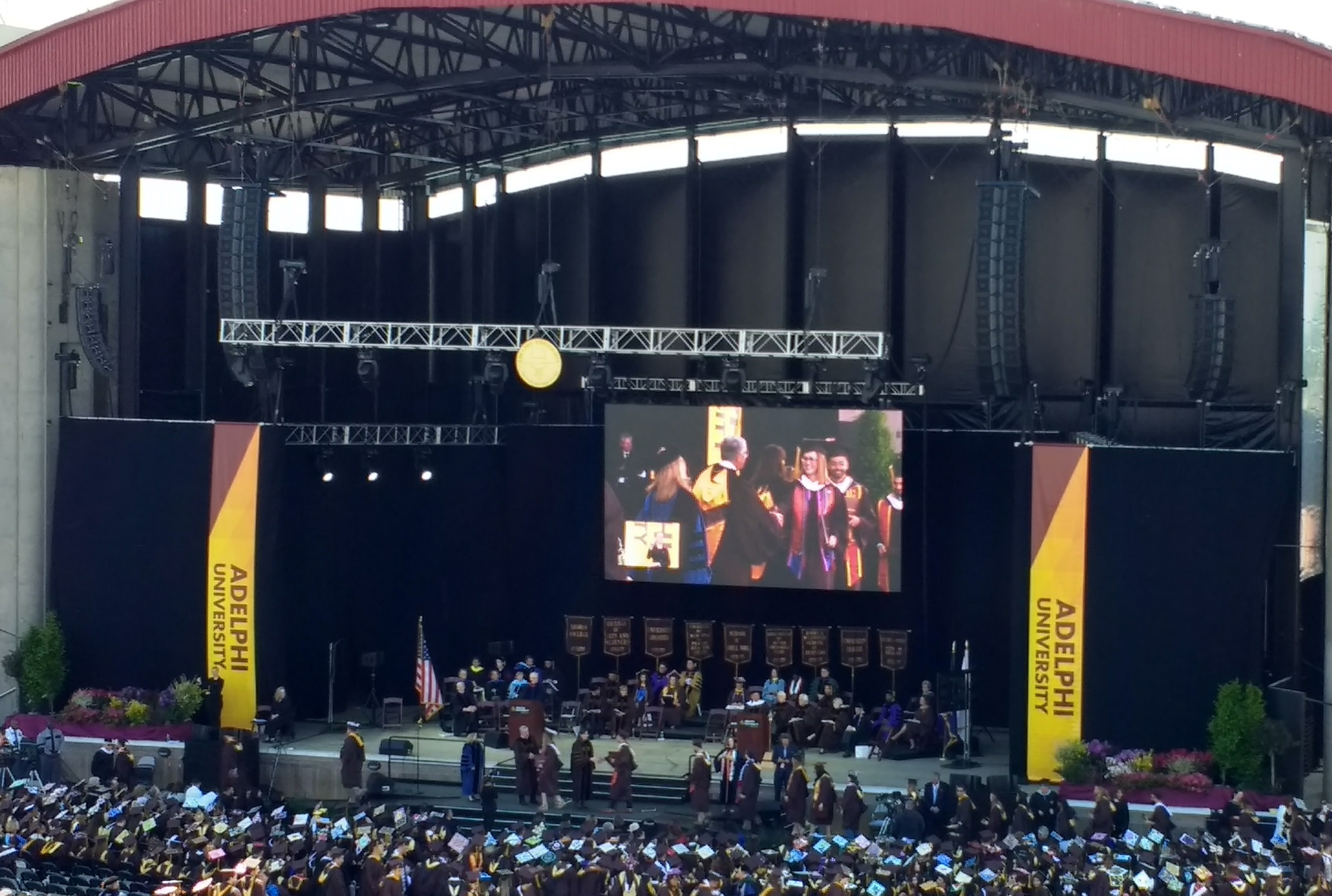
حفل التخرج من جامعة أدلفي 2017، الذي أقيم في مسرح جونز بيتش.

تعد كلية الخدمة الاجتماعية بالجامعة موطنًا لبرنامج الدعم والخط المباشر لسرطان الثدي في أدلفي نيويورك على مستوى ولاية نيويورك، والذي يصادف الذكرى الثلاثين لتأسيسه في عام 2010. بدأ البرنامج في عام 1980 باعتباره الخط الساخن من امرأة إلى امرأة، وهي خدمة مجانية وسرية لمساعدة النساء المصابات بسرطان الثدي. إنه ثاني أقدم خط ساخن لسرطان الثدي في الولايات المتحدة؛ أكثر من 100 متطوع مدرب يقدمون المعلومات والدعم العاطفي للنساء والرجال الذين يعانون من سرطان الثدي. هناك أخصائيين اجتماعيين محترفين، وطاقم عمل ثنائي اللغة يتحدث الإسبانية وموظفو دعم، إلى جانب مجموعات دعم وبرامج تعليمية واستشارات فردية.

## أكاديميون

### الترتيب
في عام 2015، احتلت جامعة أدلفي المرتبة رقم 17 في ولاية نيويورك حسب متوسط رواتب الأستاذ.

### الكليات والمدارس والدرجات
- كلية الآداب والعلوم: بكالوريوس الآداب، بكالوريوس العلوم، منتدى بواو الاسيوى، ماجستير الآداب، ماجستير العلوم، ماجستير في الفنون الجميلة.
- كلية الدراسات المهنية والمستمرة: شهادة ما بعد البكالوريا، ماجستير.
- مدرسة جوردون ف. ديرنر لعلم النفس: بكالوريوس، ماجستير، ماجستير، دكتوراه.، بسي. د.
- مدرسة روث س. عمون للتربية: ليسانس، بكالوريوس، ماجستير، شهادات متقدمة، دكتوراه في السمعيات، دكتوراه.
- كلية روبرت ب ويلومستاد للأعمال: بكالوريوس، بكالوريوس، بكالوريوس، بكالوريوس، ماجستير، ماجستير في إدارة الأعمال، ماجستير / ماجستير في إدارة الأعمال (مع كلية التمريض).
- كلية التمريض والصحة العامة: بكالوريوس، ماجستير، ماجستير / ماجستير في إدارة الأعمال (مع كلية إدارة الأعمال)، دكتوراه.
- كلية العمل الاجتماعي: ماجستير في العمل الاجتماعي.
- كلية الشرف.

في 27 فبراير 2012، أعلن الرئيس روبرت أ.سكوت عن هدية قدرها 9.5 مليون دولار من رئيس مجلس أمناء أدلفي روبرت ب. ويلومستاد '05 (هون.). تم تغيير اسم كلية الأعمال بجامعة أدلفي، التي تأسست عام 1964، إلى كلية روبرت ب. ويلومستاد للأعمال على شرفه.

### برامج الدرجات المشتركة
- طب الأسنان: كلية طب الأسنان بجامعة نيويورك (3-4 بكالوريوس / DDS).
- الهندسة: جامعة كولومبيا (3-2 بكالوريوس / بكالوريوس).
- الدراسات البيئية: جامعة كولومبيا (2-3 بكالوريوس / بكالوريوس أو 4-2 بكالوريوس / ماجستير).
- قياس البصر: جامعة ولاية نيويورك كلية البصريات (3-4 BS / OD).
- الطب التقويمي: كلية تورو للطب التقويمي (3-4 بكالوريوس / DO).
- العلاج الطبيعي: كلية الطب بنيويورك (4-3 بكالوريوس / DPT).[22]

### البرامج الدولية
لدى أدلفي شراكات مع مقدمي خدمات خارجيين يقدمون فرصًا للدراسة في الخارج للطلاب في حوالي 120 دولة مختلفة.
بالنسبة للتبادلات المباشرة للفصل الدراسي والعام الدراسي مع شركاء أدلفي، يمكن للطلاب استخدام 100٪ من مساعداتهم الفيدرالية والمؤسسية. بالنسبة للبرامج غير المرتبطة مباشرة بـ أدلفي، ولكنها من مؤسسات معتمدة ومعتمدة من قبل مركز التعليم الدولي، يمكن للطلاب استخدام كل مساعداتهم الفيدرالية، و 75٪ من مساعداتهم المؤسسية من أدلفي - كل ذلك أثناء بقائهم مسجلين هناك في الحرم الجامعي .

## مباني الحرم الجامعي الرئيسية

### القاعات الرئيسية
العديد من المباني في حرم جاردن سيتي متماثلة في طبيعتها. هذا على الأرجح لأن مدن الحدائق عادة ما يتم تخطيطها بشكل متماثل. على سبيل المثال، تحتوي قاعة وودروف على مدخنة ثانية فقط للحفاظ على تناسق المبنى
- مركز أليس براون للتعليم المبكر.
- قاعة الخريجات.
- بيت الخريجين أنجيلو.
- مركز الاستجمام والرياضة (صالة رياضية منزلية لفريق بانثرز للكرة الطائرة وكرة السلة).
- قاعة بلودجيت.
- قاعة هاجيدورن للمشاريع (كلية إدارة الأعمال).
- هارفي هول (مدرسة التربية).
- مركز هاي وينبرغ (معهد الدراسات النفسية المتقدمة).
- مركز كلابر للفنون التشكيلية.
- قاعة ليفرمور.
- مبنى نيكزس ومركز الترحيب (كلية التمريض والصحة العامة).
- مركز الفنون المسرحية والذي يضم الآن مسرح أولمستيد.
- قاعة البريد.
- مبنى العلوم.
- مبنى الخدمة الاجتماعية.
- مكتبة سويربل.
- مركز جامعة روث إس.هارلي (تم افتتاح المبنى الجديد في يناير 2021).
- قاعة وودروف.

### المباني السكنية
- قاعة إيرل.
- قاعة إيدي.
- صالة الكتان.
- صالة الإقامة أ.
- صالة الإقامة ب.
- قاعة والدو.

## المنظمات الطلابية

### الأخويات الرجالية المعترف بها
- دلتا تشي.
- أيوتا نو دلتا.
- كابا سيجما.
- فاي سيجما كابا.
- بي لامدا فاي.
- لامدا أبسيلون لامدا.

### جمعيات نسائية معترف بها وزمالات نسائية
- ألفا إبسيلون فاي.
- ألفا كابا ألفا.
- دلتا دلتا.
- دلتا جاما.
- دلتا فاي إبسيلون.
- دلتا سيجما ثيتا.
- فاي مو.
- فاي سيجما سيجما.
- سيجما دلتا تاو.
- سيجما لامدا أبسيلون.
- سوينغ فاي سوينغ.

### الأخوة المهنية المعترف بها
- دلتا سيجما بي.

## ألعاب القوى
الفهود أدلفي هي الفرق الرياضية في جامعة أدلفي. يتنافس فريق البانثرز على مستوى (NCAA) شعبة II لجميع الألعاب الرياضية وكان عضوًا في مؤتمر نورث إيست-10 منذ عام 2009.
فاز فريق البانثرز بـ 18 بطولة (NCAA) شعبة II الوطنية في ثلاث رياضات مختلفة. فاز فريق الرجال في لعبة اللاكروس بسبعة ألقاب وطنية، كان آخرها في عام 2001. فاز فريق لاكروس النسائي بلقب (NCAA) شعبة II - رقم عشرة، بما في ذلك ثلاث بطولات وطنية متتالية في 2009 و 2010 و 2011 وألقاب متتالية في 2014 و 2015 ؛ وآخرها في عام 2019. في عام 1974، كان فريق كرة القدم للرجال هو الأبطال الوطنيين. لقد فازوا أيضًا بالعديد من البطولات الوطنية الفردية في سباقات المضمار والميدان.
منذ الانتقال إلى الشمال الشرقي -10، أصبحت أدلفي بانثرز قوة في المنطقة الشرقية. في عام 2013، وهو عامهم الرابع فقط في المؤتمر، تم منح الفهود كأس رؤساء شمال شرق 10 لعام 2013. يتم تقديم كأس الرؤساء سنويًا للدلالة على التميز الرياضي العام في منطقة الشمال الشرقي -10. يُمنح هذا الشرف للمؤسسة التي تجمع أكبر عدد من النقاط من جميع برامجها المتنافسة في بطولات الدوري.

## خريج متميز
- غاري ديلاتي («بابا بوي») (مواليد 1961) - منتج برنامج عرض هوارد ستيرن.
- جون د.رين - الرئيس والمدير التنفيذي ورئيس مجموعة أومنيكوم.
- جو أبيندا (مواليد 1939) - السيد أمريكا السابق والسيد الكون
- كريس أرماس (مواليد 1972) - لاعب كرة قدم محترف، شيكاغو فاير من الدوري الأمريكي لكرة القدم ومدرب كرة القدم للسيدات في أدلفي
- مايكل بالبوني (مواليد 1959) - نائب أمين الأمن العام لولاية نيويورك
- بوب بيمون (مواليد 1946) - رياضي سباقات المضمار والميدان الأمريكي، صاحب الرقم القياسي العالمي في الوثب الطويل
- رون برودر - رجل أعمال أمريكي يدير مؤسسة تعليمية غير ربحية في الشرق الأوسط، تم تسميتها في تايم 100.
- ميلاني شارتوف - ممثلة وكوميدي
- تشاك كونورز - رياضي وممثل أمريكي
- نيك كامينغز - دكتوراه. الرئيس السابق لجمعية علم النفس الأمريكية ورئيس مجلس الإدارة المؤسس لـ كيرا انتيجرا.
- تشاك دي (كارلتون ريدنهور) - موسيقي ومؤلف ومحاضر ومؤسس ورائد في مجموعة الهيب هوب بابلك إنمي.
- فيفيان دونر - محرر أزياء أمريكي ومخرج أفلام وكاتب سيناريو ومصمم أزياء مسرحي ورسام كاريكاتير [25]
- ميريديث إيتون جيلدن - الممثلة والمعالجة النفسية الأمريكية
- بول إيكمان - عالم نفس أمريكي
- كلارا فاسانو - نحات
- فلافور فلاف - مغني الراب، عضو في مجموعة الراب بابلك إنمي.
- جون فورسلوند - مذيع تلفزيوني مسرحي في كارولينا هوريكانز من دوري الهوكي الوطني (NHL).
- كارين جزء - راقصة وممثلة برودواي
- تشارلز جيه فوشيلو الابن - عضو مجلس الشيوخ عن ولاية نيويورك، المنطقة الثامنة
- آري جيل جليك - عداء أولمبي إسرائيلي
- ويس جرين - لاعب لاكروس محترف، ولوس أنجلوس ريبتيد من دوري لاكروس، وسان خوسيه ستيلث من دوري لاكروس الوطني
- الكسندر جرينديل - كاتب مسرحي وزعيم مدني.[26]
- شون هانيتي - مضيف قناة فوكس نيوز.
- أليس هوفمان - مؤلف
- إيرلين هيل هوبر - عضوة جمعية ولاية نيويورك، المنطقة الثامنة عشر
- جوناثان لارسون - مؤلف فيلم برودواي الموسيقي الإيجار
- مايكل ليندسي - ممثل وفنان صوت
- سوزان لونا - منتجة ومخرجة في إلين دي جينيريس شو.
- جي مالك لينتون - مخرج وكاتب السيناريو
- ليونا مارلين روميو - رئيس وزراء سينت مارتن الخامس
- جريجوري دبليو ميكس - عضو الكونغرس من نيويورك، الحي السادس
- سال مينيو، ممثل، مرشح لجائزة الأوسكار
- دونا أوريندر (ني جيلس؛ مواليد 1957) - كل النجوم في دوري كرة السلة للمحترفين للسيدات ورئيس دبليو إن بي إيه السابق.
- كارمن أورتيز - المدعي الأمريكي السابق لمنطقة ماساتشوستس.
- بيلي فيليبس - لاعب كرة قدم محترف ومدرب.
- غاري سوليفان - لاعب كرة قدم محترف في يو إس إل، لونغ آيلاند الخام رايدرز.
- التراوتويج - مذيع رياضي، عضو قاعة مشاهير أدلفي لألعاب القوى
- ماري إل ترامب - عالمة نفس ومؤلفة، ابنة أخت دونالد جيه ترامب
- ريبيكا توبي - نحات
- إدولفوس تاونز (مواليد 1934) - عضو الكونغرس من نيويورك، الحي العاشر
- ستيفن فنسنت - مصمم رقصات برودواي وراقص ومعلم
- روبرت ب. ويلومستاد - رئيس مجلس الإدارة والرئيس التنفيذي، المجموعة الأمريكية الدولية
- مايك وينديشمان (مواليد 1965) - كرة القدم، قائد فريق كأس العالم للولايات المتحدة 1990
- تيريزا ولفسون (1897-1972) - اقتصادية عمالية ومعلمة، فازت بجائزة جون ديوي من رابطة الديمقراطية الصناعية
- جاكلين وودسون (مواليد 1963) - مؤلفة أدب الأطفال
- دينيليا روزا - أخصائية نفسية وأستاذة

### هيئة تدريس بارزة
- آل ديفيس (1929-2011)، مدرب خط سابق لفريق كرة القدم أدلفي كوليدج 1950-51
- لورين هايتاور (1927-2017) - راقصة، متروبوليتان باليه، مسرح الباليه الأمريكي، ومسرح أغنيس دي ميل للرقص؛ مؤدي منتظم مع أوبرا متروبوليتان ومسرحيات برودواي الموسيقية
- ألين كريبس، أقيل بسبب تعبيره عن وجهات نظر سياسية في الفصل وذهب لتأسيس جامعة نيويورك الحرة
- ويليام كرانستون لوتون (1853-1941)، أستاذ اللغة اليونانية
- جيري مارش (1929-1997)، الكيميائي العضوي وأستاذ الكيمياء؛ قام بتأليف نص مارس الكيمياء العضوية المتقدمة
- بول ماتيك جونيور (مواليد 1944)، أستاذ ورئيس قسم الفلسفة. مؤلف كتاب الأعمال التجارية كالعادة: الأزمة الاقتصادية وفشل الرأسمالية . ابن بول ماتيك الأب.
- بول مورافيك، الحائز على جائزة بوليتسر 2004 في التأليف الموسيقي
- فرانسيس بيركنز، أستاذ علم الاجتماع، وزير العمل في عهد فرانكلين دي روزفلت
- لورنس رافائيل، أستاذ علوم واضطرابات الاتصال

## روابط خارجية
- الموقع الرسمي
.
- الموقع الرياضي الرسمي.